# Џејмс Џојс
Џејмс Џојс (енгл. James Augustine Aloysius Joyce; Даблин, 2. фебруар 1882 — Цирих, 13. јануар 1941) био је ирски књижевник. Родио се у Ратгарду, близу Даблина у атипичној породици. Отац је био пословни фанатик, који није марио ни за какав интелектуални напор, док је веома религиозна мајка често обитавала у свету музике. Васпитаван у строгом католичком духу, млади Џејмс, под мајчиним утицајем, умало није изабрао свештенички позив. Али, у једној младалачкој кризи направио је драстичан рез: отргао се и од религије и од породице, изабравши Одисеја за свог јунака и духовног водича. Иако је једно време студирао медицину у Даблину, већ 1902. године напустио је Ирску, да јој се више никад не врати, сем на кратко у два наврата. Своју Итаку тражио је у Трсту, Паризу, Цириху, у коме је и умро 1941. године. Од Ирске је уз себе само имао Нору Бранакл, девојку која је пошла с њим и ускоро му постала супруга.
Један од утемељитеља модерног романа. Прве успехе постигао је збирком приповедака „Даблинци” из 1914, у којима Џојс приказује свакодневицу и разнолика душевна стања својих јунака, као и занимљивим аутобиографским романом Портрет уметника у младости који је читалачкој публици представљен 1916. Могло би се рећи да је његово најпознатије дело Уликс објављен 1922, а врхунац његова стваралачког генија свакако представља Бдење Финегана из 1939.
Иако је већину свог живота провео изван Даблина, ова рана искуства у Ирској су оставила огроман утицај на његов живот и његова дела.

## Биографија
Рођен је у даблинском предграђу Ротаму, као најстарије од четрнаестеро деце. Отац Џон је имао малу радњу која је банкротирала 1891., што је довело породицу у велике проблеме. Године 1891. Џојс је написао поему о смрти Чарлса Стјуарта Парнела. Његов отац је био љут на то како је католичка црква третирала Парнела, као и на став Ирске домаће владајуће странке и Британске либералне странке, и на резултирајући неуспех колаборације да осигура локалну управу у Ирској. Ирска партија је избацила Парнела из руководства. Међутим, улога Ватикана у савезу са Британском конзервативном странком у спречавању локалне управе оставила је трајни утисак на младог Џојса. Џојсов отац је уредио да се поема објави и чак је послао копију у Ватиканску библиотеку.
Џејмс је морао да напусти школу Clongowes Wood College, јер није више било новца за школарину. Примили су га у католичку школу Christian Brothers, где је био кад је добио понуду за школу Belvedere College. Године 1895, Џојс је у својој 13. години одлучио да се придружи покрету Sodality of Our Lady с његовим вршњацима у Белведеру. Филозофија Томе Аквинског је наставила да врши јак утицај на њега током већине његовог живота. Језуити су му предложили да постане део њиховог реда, Џејмс је то одбио и напустио их. Наиме, Џојс је одгојен у строгој хришћанској породици и то је имало велики утицај на његов живот и његова дела, али он сам је већ у 16 години окренуо леђа веровању за сва времена. Године 1898, се уписује на University College Dublin, где је дипломирао на модерним језицима (енглески, француски и италијански). Још на колеџу почиње да пише и прво објављено дело му је осврт за Ибзенову драму.
Џојс је први пут представљен Ирској публици посредством Артура Грифита у његовим новинама, United Irishman, у новембру 1901. Џојс је написао један чланак о Ирском књижевном позоришту, који је часопис његовог колеџа одбио да штампа. Џојс га је објавио и локално дистрибуирао. Сам Грифит је написао чланак о цензури студента Џејмса Џојса. Године 1901, Ирски национални попис наводи Џејмса Џојса (19) као ученог говорника енглеског и ирског који живи са својом мајком и оцем, шест сестара и три брата на адреси Royal Terrace (сад Inverness Road), Клонтарф у Даблину.
Када је дипломирао одлази у Париз да тамо студира медицину, међутим већ након пола године се вратио, јер му је мајка умирала од рака. Након њене смрти почео је интензивно да пије и успевао је да преживљава захваљујући освртима за књиге, часовима, и певању. Те 1904. покушава да објави и Портрет уметника у младости али без успеха. У јуну 1904. упознаје своју будућу жену Нору Барнакл и они врло брзо напуштају Дублин. Прво су отишли у Цирих, па у Трст где је успео да нађе место учитеља енглеског и где је остао десет година. Године 1905, му се родио син Џорџ, а две године касније и кћерка Луција. Године 1909, је посетио Даблин надајући се да ће тамо објавити збирку приповедака Даблинци. То је било безуспешно, и збирка је остала необјављена. Године 1915, је отишао у Цирих и тамо срео Хариет Ша Вивера који га је решио финансијских проблема узевши га у заштиту и плаћајући му обилно за његов рад. Године 1920, је отишао у Париз и тамо остао 20 година.
Дана 11. јануара 1941. имао је операцију која је узроковала његов пад у кому. Пробудио се два дана касније и тражио да се позову његова деца. Међутим они су били на путу кад је Џејмс преминуо. Сахрањен је на Флунтерн гробљу у Цириху, где су такођер сахрањени и његова жена (умрла 1951) и син Џорџ.

## Књижевни рад
Џојс се у књижевности јавио још као студент, 1899. године, једном занимљивом есејистичком анализом Ибзена. Он је експериментима у наративној техници и структури романа и примени тока свести дао нов правац модерној књижевности. Прва збирка песама Камерна музика изишла му је 1907. (једно време припадао је групи имажиниста, са Паундом и Елиотом), а затим је пред сам Први светски рат објавио једину књигу приповедака Даблинци. Портрет уметника у младости појавио се 1916, драма Изгнанци 1918, 1922. светска књижевност добила је његово ремек-дело роман Уликс, на коме је радио још од 1914. То дело сматра се библијом европског прозног модернизма и упркос врло оштрој полемици око Џојсовог књижевног дела, изван сваке сумње је његов огроман утицај на развој књижевне прозе 20. века. После Уликса, Џојс је написао још само Финеганово бдење (1939), дело на коме је радио више од петнаест година.

### Дела
Џојс је написао једну књигу песама (Камерна музика), те једну драму (Изгнаници), међутим прославио се својом прозом.
Пуних осам година је Џојс покушавао да објави своју прву књигу прозе, збирку приповедака Даблинци. Два пута је прерађиван слог књиге, а неколико пута уредници су захтевали да Џојс промени или избаци део текста. У данашње време можда звучи невероватно да се тадашњим уредницима реч bloody (крваво) чинила крајње неподобном, те да су за објављивање књиге дали услов по којему се та реч мора избацити.
Портрет уметника у младости је аутобиографски роман прво објављен у наставцима 1914—1915. године. Реч је о сазревању уметника и о развоју уметничке идеје кроз време. Ту први пут користи технику унутрашњег монолога.
Уликс је напокон објављен 1922. након велике потраге за издавачима који нису прихватали контроверзност овога дела. И након тога дело је претрпело многе потешкоће. 500 примерака који су послали у САД  заплењено је и уништено. Ипак ово дело је означило прекретницу у књижевности, јер користи нови стил богат техникама попут „тока свести” (енгл. stream of consciousness), те пародије и хумора. Основа карактеристика јој је калеидоскопско писање и формална структура. Књига се састоји од 18 поглавља, свако описује један сат 16. јуна и свако је обојено различитим бојама при томе се поклапајући са једном епизодом Хомерове Одисеје.
Бдење Финегана се појавило под неколико имена све док 1939. није добило свој крајњи облик и овај наслов. Радња се дешава по ноћи, и делом је наставак Уликса. Све новонастале Џојсове технике су веома много коришћене, тако да су напуштене све конвенције о току радње, изградњи ликова, па чак и кориштењу смисленог језика. Дело се базира на дубоким играма речи. Књига се завршава почетком прве реченице, а почиње њеним крајем.
а пати од „идеалне несанице” и када би прочитао књигу вратио би се опет на почетак читајући је поново и тако све у идеалном кругу.

## 
Шеснаести дан јуна, време радње Уликса, међу Џојсовим је поборницима широм света познат као Bloomsday, Блумов дан. У целом свету, у Ирској, а нарочито у Даблину, организују се бројне манифестације у част Уликса. Даблинци и туристи шетају рутом Леополда Блума, једу и пију у кафанама у које је он залазио шеснаестог дана јуна 1904. године. Ово је дан када је Џојс први пут упознао своју будућу супругу и заувек је остао овековечен.
Џојсовци широм света организују и јавна читања Уликса. Током задњих година стале су се користити и предности интернета, па тако на мајци свих мрежа чланови џојсовских асоцијација с целе планете гласно читају делове Уликса. Својевремено је један одломак прочитала и ирска председница Мари Робинсон.